# Philosophy in the Flesh, the embodied mind and its challenge to Western Thought
Philosophy in the flesh: the Embodied Mind and its Challenge to Western Thought (en español, Filosofía en la carne: la mente encarnada y su desafío al pensamiento occidental) es una obra del lingüista cognitivo George Lakoff y el filósofo Mark Johnson, publicada en 1999, en la que los autores plantean, en nombre de la teoría cognitiva de la mente metafórica, un desafío masivo a toda la filosofía occidental.[cita requerida]
La obra de George Lakoff y Mark Johnson sustenta que no hay una razón desencarnada, trascendente o consciente por completo. En este libro, los autores ponen en cuestión algunas de las nociones centrales de la tradición filosófica occidental acerca de la razón, y plantean tres elementos fundamentales para su revaluación: la categoría de inconsciente cognitivo, la encarnación de la mente y el pensamiento metafórico. Además, es reconocida por sus aportes a la ciencia política y la filosofía analítica anglonorteamericana.[cita requerida]

## Fundamento teórico de la obra
Retomando los desarrollos de la ciencia, la filosofía y la lingüística cognitiva realizados a finales del siglo XX, George Lakoff y Mark Johnson proponen una filosofía empírica responsable por medio del desarrollo de los siguientes presupuestos filosóficos: primero, la mente está intrínsecamente encarnada; segundo, el pensamiento es sobre todo inconsciente, y tercero, los conceptos abstractos son en gran parte metafóricos.

## Crítica a la razón occidental
Según Lakoff y Johnson, la filosofía occidental afirma que: la realidad viene dividida en categorías que existen independientemente de las propiedades específicas de las mentes humanas, cerebros o cuerpos; el mundo tiene una estructura racional y las relaciones entre las categorías en el mundo se caracterizan por una razón trascendente o universal, que es independiente de cualquier peculiaridad de las mentes humanas, cerebros y cuerpos; la razón humana es la capacidad de la mente para usar la razón trascendente, o al menos una parte de ella, pues, la estructura de la razón humana se define por ser independiente de los organismos o los cerebros humanos. Los autores consideran que la estructura de la razón humana es una razón sin cuerpo. En ese sentido, los conceptos humanos son conceptos de la razón trascendente que se caracterizan por tener categorías objetivas de la mente y el cerebro. Es decir, el mundo tiene una estructura de categorías únicas, fijas, y todos saben usarlas cuando están razonando correctamente.Lakoff & Johnson (1999, p. 27)
Para los autores, la razón no es algo que se encuentre libre del cuerpo; emerge principalmente de la experiencia corporal y el cerebro. Los mecanismos neuronales y cognitivos que les permiten a los seres humanos percibir y moverse son también los encargados de crear los sistemas conceptuales y modos de razonar. Por lo tanto, para comprender la razón se deben entender los detalles del sistema visual, motor y los mecanismos generales de la unión neuronal.[cita requerida]
Lakoff y Johnson afirman que la razón es evolutiva, además de abstracta; aprovecha y hace uso de las formas de inferencia perceptiva y motora presentes en los animales "inferiores". La razón no es una esencia en sí que nos separe de otros animales sino, más bien, aquella que nos sitúa en un continuo con ellos. Además, los autores sostienen que la razón no es "universal", pues, no es parte de la estructura del Universo, sino una capacidad compartida por todos los seres humanos. Su carácter compartido emerge, en todos los seres, de una base similar: el cuerpo y las posibilidades de este en el mundo.[cita requerida]
La obra de Johnson y Lakoff sostiene que no existe un sujeto racional o fenomenológico absoluto. De este modo, la persona utilitaria, para quien la racionalidad es la maximización de la utilidad, no existe. Según los autores, los seres humanos reales no tienen, en gran parte, el control consciente de su razonamiento. Su razón se basa, primordialmente, en varios tipos de prototipos, encuadres y metáforas.Lakoff & Johnson (1999, p. 30) Por lo tanto, ellos comprenden que la razón no es radicalmente libre, porque está conformada por el cuerpo y arguyen que los posibles sistemas conceptuales humanos y formas de la razón son limitados pues, una vez que se ha aprendido un sistema conceptual, se crea una instancia neuronal en el cerebro que impide la libertad para pensar cualquier cosa. En correspondencia, Lakoff y Johnson afirman que no tenemos libertad absoluta en el sentido de Kant, ni mucho menos una plena autonomía, ya que no hay una base puramente filosófica a priori para un concepto universal de la moral, como tampoco hay una razón pura trascendente y universal que pudiera dar lugar a leyes morales universales.Lakoff & Johnson (1999, p. 39)
Por otra parte, la persona fenomenológica, que solo puede a través de la introspección fenomenológica descubrir todo lo que hay que saber acerca de la mente y la naturaleza de la experiencia, es una ficción. Así, aunque se pueda tener una teoría vasta, rápida y automáticamente operativa acerca del inconsciente cognitivo, no se tiene acceso consciente directo a su funcionamiento y, por lo tanto, a la mayoría del pensamiento. De tal modo, la reflexión fenomenológica, aunque es valiosa en la revelación de la estructura de la experiencia, debe ser complementada por la investigación empírica del inconsciente cognitivo.[cita requerida]
Teniendo en cuenta estos presupuestos teóricos, Lakoff y Johnson sostienen que no hay ninguna persona dualista cartesiana, con una mente separada e independiente del cuerpo, que comparta la misma razón trascendente con todos los demás y que sea capaz de saberlo todo acerca de su mente mediante la autorreflexión. Además, no existe ninguna persona radicalmente autónoma, al estilo kantiano, con absoluta libertad y con una razón trascendente que dicte correctamente lo que es y no es moral. De esta manera, se entiende que la razón, emergente del cuerpo, no es trascendente. Este cambio en la concepción de la razón señala tres aspectos fundamentales en la apuesta teórica de Lakoff y Johnson. Primero, que la razón es mayoritariamente inconsciente; segundo, que la razón no es literal, sino ampliamente metafórica e imaginativa, y tercero, que la razón no es imparcial en tanto se encuentra comprometida emocionalmente. Una vez entendido esto, no se podrá volver a un filosofar a priori acerca de la mente y el lenguaje.Lakoff & Johnson (1999, p. 45)

### Crítica a Aristóteles
La obra critica la visión de la racionalidad occidental propuesta por Aristóteles, Descartes y Kant. Lakoff y Johnson sostienen que, para Platón, la más alta realidad consistía en las ideas como esencias de las cosas. Esta esencia era el eidos, la forma y el "look" de una cosa que hace que sea lo que es. Aristóteles, por el contrario, sostenía que la realidad en última instancia se localizaba en el mundo y, por ende, veía el pensamiento como dependiente de la naturaleza del mundo. Los autores encuentran que en Platón y Aristóteles no hay una separación entre la mente y el mundo. La diferencia entre estos dos filósofos radica en si el mundo toma su forma de las ideas (como en Platón) o si las ideas toman su forma desde el mundo (como en Aristóteles).[cita requerida]
Para los autores, Aristóteles concebía que la estructura de la racionalidad está en el mundo. Por ello, debido a que las ideas son esencias, los seres humanos podían participar de esta razón trascendente. La estructura racional del mundo, así como la lógica humana o la estructura racional del pensamiento correcto, era trascendente en la medida en que trascendía a los seres humanos que hacían parte de la forma estructurada del mundo.[cita requerida]
Lakoff y Johnson sostienen que, para Aristóteles, el mundo contenía unos propósitos objetivos o "extremos" que ejercían una atracción causal en los objetos naturales. En correspondencia, puesto que los seres humanos tenían fines y propósitos que son ideas, y debido a que las ideas son esencias y las esencias están en el mundo, se deducía que los propósitos mismos debían estar en el mundo. A la vez, como todo comportamiento natural es causado por las esencias, estos objetivos habían de ser parte de la esencia de los objetos. En Aristóteles, la lógica no era una proyección de la mente sobre el mundo, sino todo lo contrario: un agarre directo de la mente acerca de la estructura causal racional del mundo. Lakoff y Johnson sostienen que Aristóteles no pudo haber visto la metáfora como un mapeo conceptual de un dominio conceptual a otro -es decir, donde la estructura inferencial de un dominio se proyecta sobre el otro- porque entendía que, en el mundo, las cosas existían como tipos distintos y como parte de categorías distintas. Según los autores, para Aristóteles, cada esencia tenía su propia lógica intrínseca y no la de otro tipo de cosas. Así, la idea de que la forma esencial de una cosa podría ser la de otro tipo de cosas no tenía sentido en absoluto en la cosmovisión aristotélica.
Lakoff y Johnson sostienen que Aristóteles consideraba que una metáfora tenía que ser lingüística y no conceptual, es decir, un mero uso de las palabras y no de sus conceptos. Además, los autores señalan que la noción misma de un concepto metafórico no podría haber hecho ningún sentido en absoluto a Aristóteles, ya que los conceptos para él, se definían en términos del tipo de cosas en el mundo, independiente de la mente. Además, las metáforas se aplican a las cosas que no se aplican correctamente; por ende, cualquier uso de la palabra en su sentido propio sería un uso literal del lenguaje ordinario. Si una expresión metafórica tenía un significado en absoluto, no tendría que haber alguna base consistente para determinar cuál era el sentido literal apropiado, pues Aristóteles eligió la similitud como la base consistente más general para un uso metafórico del lenguaje. Para él, la razón más general de usar el nombre de un tipo de cosa para designar a otro tipo de cosa es señalar alguna similitud entre esos dos tipos de cosas.

### Crítica a Descartes
Lakoff y Johnson consideran que lo que surgió de la filosofía de Descartes fue un nuevo punto de vista metafórico de la mente como la representación de algún reino "interno" de los objetos existentes en el "mundo exterior". Dado que los objetos de la mente no eran como los objetos en el mundo, el problema del conocimiento se convirtió en el problema de cómo poder saber que las ideas internas o representaciones en las mentes en realidad correspondían a las "cosas en sí mismas". Mientras que Platón y Aristóteles podían reclamar el conocimiento real, porque, de acuerdo con sus metáforas, la mente podía comprender las formas de las cosas mismas, con la división mente/mundo esa fuente de conocimiento dejó de estar disponible.[cita requerida]
Para Descartes, la mente podía conocer sus propias ideas con absoluta certeza. Igualmente, todo pensamiento era consciente debido a que se podía acceder directamente la estructura de la mente. Por ende, no era necesaria ninguna investigación empírica en el conocimiento de la mente, ya que esta no tenía cuerpo y se componía de sustancia mental, a diferencia del cuerpo, que se componía de sustancia física. Para Descartes, la única esencia de los seres humanos era la capacidad de razonar. La imaginación y la emoción, que son corporales, eran excluidas de la razón humana y se argumentaba que no eran parte de la esencia de la naturaleza humana.

### Crítica a Kant
En este apartado, Lakoff y Johnson sostienen que Kant deriva toda moral como una versión estricta de la moral familiar del padre. Para Kant, la moral debe basarse en la razón pura, pues la única fuente de la moral es la capacidad de los seres humanos para otorgarse leyes morales a sí mismos. Estas leyes morales son universalmente vinculantes, ya que la razón universal se convierte en el padre estricto que emite mandamientos morales universales, los cuales deben ser seguidos por todas las criaturas racionales. En ese sentido, la insistencia de Kant radica en que todas las leyes morales son universales y deben surgir de una razón moral universal. Lakoff y Johnson señalan que Kant aceptó la teoría popular de las esencias como una verdad evidente. Por tal motivo, consideró que la esencia de los seres humanos era, por supuesto, la capacidad de la razón. Una esencia que es la misma para todos los miembros de la categoría definida por esa esencia. Según Kant, todos los seres humanos tienen la misma capacidad de la razón y, por lo tanto, la razón es universal. Para Lakoff y Johnson, el realismo científico incorpóreo crea un abismo ontológico insalvable entre los "objetos" de "allá afuera" y la subjetividad de "aquí adentro", promoviendo una escisión sujeto-objeto que deja fuera el contacto que tienen los seres humanos con el mundo.[cita requerida]

## Fundamento metodológico de la obra
Los métodos utilizados por Lakoff y Johnson provienen de la ciencia cognitiva y la lingüística cognitiva. En tanto estudia los sistemas conceptuales, la ciencia cognitiva ha descubierto que la mayor parte del pensamiento es inconsciente, no en el sentido freudiano de ser reprimido, sino en el sentido de que opera bajo el nivel de la conciencia cognitiva, inaccesible a la conciencia.
Lakoff y Johnson señalan que la tradición filosófica occidental ha fomentado una teoría de la psicología de las facultades, para la cual la razón es vista como independiente de la percepción y del movimiento corporal. Por tal motivo, se cree que se tiene una "facultad" de la razón independiente de lo que hacemos con nuestros cuerpos. En la tradición occidental, esta capacidad autónoma de la razón es considerada como lo que nos hace esencialmente humanos y nos distingue de los demás animales.Lakoff & Johnson (1999, p. 55) No obstante, la evidencia de la ciencia cognitiva muestra que la psicología de las facultades clásica es errónea. No hay una facultad plenamente autónoma de la razón separada e independiente de las capacidades corporales tales como la percepción y el movimiento. El resultado es una visión radicalmente diferente de lo que es la razón y, por lo tanto, de lo que es un ser humano.[cita requerida]
Los científicos cognitivos han demostrado experimentalmente que, para entender incluso la expresión más simple, hay que llevar a cabo operaciones tales como: recolectar las palabras y otorgar significados apropiados al contexto; atribuir sentido semántico y pragmático de las frases en su conjunto; enmarcar lo que se dice en términos relevantes a la discusión; realizar inferencias interpretativas relacionadas con lo que se discute; construir imágenes mentales cuando sea pertinente; llenar los vacíos en el discurso; planificar qué decir en respuesta al interlocutor al dar cuenta de hacia dónde se va la conversación e interpretar el lenguaje corporal del interlocutor.Lkoff & Johnson (1999, p. 42) Todas ellas son actividades inconscientes e inaccesibles a la conciencia y al control consciente. De esta forma, la ciencia cognitiva del estudio empírico de las mentalidades ha proporcionado una visión nueva de cómo se conceptualiza la experiencia y la forma de pensar. Mediante dichos supuestos, promueve la creación de una nueva filosofía, empíricamente responsable y consistente con los descubrimientos empíricos sobre la naturaleza de la mente.[cita requerida]
Según Lakoff y Johnson, una apreciación seria de la ciencia cognitiva obliga a repensar la filosofía desde el principio, tomando como fundamento un conocimiento detallado de lo inconsciente; es decir, la mano oculta cognitiva que da forma al pensamiento consciente, los valores morales, los planes y las acciones. Los hallazgos de la ciencia cognitiva son profundamente inquietantes en dos aspectos esenciales: en primer lugar, nos dicen que la razón humana es una forma de la razón animal, una razón indisolublemente ligada a nuestros cuerpos y a las peculiaridades de nuestro cerebro; en segundo lugar, estos resultados nos señalan que nuestros cuerpos, cerebros y las interacciones con el medio ambiente constituyen la base, sobre todo inconsciente, de nuestra metafísica cotidiana; es decir, nuestro sentido de lo que es real.[cita requerida]

## El Inconsciente cognitivo
Vivir una vida humana es una tarea filosófica. Para Lakoff y Johnson, cada pensamiento que se tiene, cada decisión que se toma, y cada acto que se realiza está basado en suposiciones filosóficas numerosas. Además, debido a que la mayor parte del pensamiento es inconsciente, un filosofar a priori no puede proporcionar un acceso directo o privilegiado al conocimiento de la propia mente y de cómo se constituye la experiencia. Es a través de los sistemas conceptuales que los seres humanos son capaces de dar sentido a la vida cotidiana.
En correspondencia, el término cognitivo, en la ciencia cognitiva, se utiliza para cualquier tipo de operación o estructura mental que puede ser estudiada en términos precisos. La mayoría de estas estructuras y operaciones se caracterizan por ser inconscientes. De este modo, el procesamiento visual al igual que el procesamiento auditivo, caen bajo lo que se considera como cognitivo. Todos los aspectos del pensamiento y el lenguaje, consciente o inconsciente, son cognitivos. Esto incluye la fonología, la gramática, los sistemas conceptuales, el léxico mental, y todas las inferencias inconscientes de cualquier tipo. Las imágenes mentales, las emociones, y la concepción de las operaciones motoras también se han estudiado desde una perspectiva cognitiva, pues se entiende que el modelado neuronal de cualquier operación cognitiva también es parte de la ciencia cognitiva.El término cognitivo en el sentido más amplio remite a describir las operaciones mentales y estructuras que intervienen en el lenguaje, es decir, la percepción, los sistemas conceptuales, y la razón.
Los sistemas conceptuales y la razón surgen de los propios cuerpos. En esa medida, el término cognitivo también alude al papel del sistema sensorio-motriz en la conceptualización y modelamiento del razonamiento. Así, dado que las operaciones cognitivas son en gran parte inconscientes, el término inconsciente cognitivo describe con precisión todas las operaciones mentales inconscientes que se ocupan de los sistemas conceptuales: el significado, la inferencia y el lenguaje. Los científicos cognitivos sostienen que el pensamiento inconsciente es el 95% de todo el pensamiento. Según esta perspectiva teórica, el inconsciente cognitivo configura el pensamiento consciente e inconsciente, además de ser vasto e intrincadamente estructurado. Él Incluye no solo todas las operaciones cognitivas automáticas, sino también todo el conocimiento implícito que se tiene. De esta manera, los conocimientos y creencias se enmarcan en términos de un sistema conceptual que reside sobre todo en el inconsciente cognitivo.
Las funciones del sistema conceptual inconscientes son como una "mano invisible" que da forma a la manera en que se conceptualizan todos los aspectos de la experiencia. Esta mano oculta da forma a la metafísica que se construye en los sistemas conceptuales comunes y crea las entidades que habitan en las entidades cognitivas abstractas inconscientes, tales como: la amistad, las gangas, los fracasos y las mentiras que se usan en el razonamiento inconsciente ordinario. Esta “mano invisible” constituye la manera en cómo, de forma automática e inconsciente, comprendemos lo que experimentamos y consolidamos nuestro sentido común irreflexivo. La mano oculta de la mente inconsciente utiliza la metáfora para definir nuestros conceptos metafísicos.

## La incorporación de los conceptos
Los sistemas perceptivos y motrices desempeñan un papel fundamental en la formación de determinados tipos de conceptos, tales como: los conceptos de color, los conceptos de nivel básico y los conceptos espaciales de relaciones y aspectuales. Para cualquier razonamiento en cual se utilice un concepto, es indispensable que las estructuras neurales del cerebro lleven a cabo dicho razonamiento. En consecuencia, la arquitectura de las redes neuronales del cerebro determina qué conceptos se tienen y por lo tanto el tipo de razonamiento que se puede llegar a hacer. Según Lakoff y Johnson, la ciencia cognitiva ofrece una nueva e importante toma con respecto al problema de qué es real y cómo se puede saber que si podemos saberlo. Para los autores, el sentido de lo que es real comienza con, y depende crucialmente de, los cuerpos, sobre todo de dos elementos primordiales: el aparato sensorio-motriz que permite percibir, mover y manipular; y las estructuras detalladas del cerebro, las cuales han sido moldeadas por la evolución y la experiencia.

### Categorizar
Según Lakoff y Johnson, todo ser viviente clasifica. Desde la ameba más pequeña hasta el mamífero más grande, categoriza dependiendo de su aparato de detección, de la capacidad para moverse a sí mismo y de la habilidad para manipular los objetos. Los seres humanos hemos evolucionado y sobrevivido gracias a la capacidad de clasificar. La categorización es por consiguiente, una consecuencia de la forma en cómo se está encarnado. Por lo tanto, categorizar no es, en gran medida, un producto del razonamiento consciente. En palabras de Johnson y Lakoff se diría que se clasifica de la manera en que se hace porque se tienen los cerebros y cuerpos que se encarnan y porque se interactúa en el mundo de la manera en que se lo hace.

#### Categoría, conceptos y experiencia
Los autores sostienen que las categorías que forman los seres humanos son parte de la experiencia. Ellas son las estructuras que diferencian a los aspectos de la experiencia en clases discernibles. La categorización no es una cuestión puramente intelectual, que se produce después de los hechos de la experiencia. Por el contrario, la formación y el uso de las categorías es la materia de la experiencia.

## Los conceptos y prototipos
Para los autores, los conceptos son estructuras neuronales que permiten caracterizar mentalmente las categorías y razonar sobre ellas. Estas categorías suelen conceptualizarse en términos de lo que se denominan prototipos. Cada prototipo es una estructura neuronal que permite hacer algún tipo de inferencia o tarea imaginativa relativa a una categoría.

### Clases de prototipos
- Prototipos típicos de caso: se utilizan en la elaboración de inferencias, sobre miembros de la categoría, en ausencia de cualquier información contextual especial.
- Prototipos ideales de caso: permiten evaluar los miembros de la categoría en relación con alguna norma conceptual.
- Estereotipos sociales: se utilizan para hacer juicios precipitados, por lo general de la gente. Ejemplos sobresalientes se utilizan para hacer juicios de probabilidad.

Como la mayoría de categorías son cuestiones de grado, también se han clasificado los conceptos, según normas de diversa índole, a lo largo de una escala que distingue entre: casos extremos, casos normales y casos no del todo normales. A la vez, buscando imponer distinciones nítidas, se han desarrollado lo que podría denominarse prototipos esencia. Estos conceptualizan las categorías como si estuvieran claramente definidas y las distingue mínimamente entre sí. A menudo cuando se conceptualizan las categorías de esta forma, se les imagina en relación con una metáfora espacial, como si fueran contenedores, con un interior, un exterior y un límite Lakoff & Johnson (1999, p. 70).
Cuando se conceptualizan las categorías como contenedores, también se les imponen sistemas jerárquicos complejos en ellos, con algunas categorías contenedores dentro de otras categorías contenedores. En la conceptualización de las categorías como contenedores se esconde una gran cantidad de estructuras de categorías. Esta conceptualización oculta los prototipos conceptuales, las estructuras graduadas de categorías y la falta de claridad de los límites de la categoría. Además, se conforman, extraordinariamente, ricas estructuras conceptuales para nuestras categorías a partir de las cuales se desarrollan inferencias acerca de una categoría en particular. Así, un concepto encarnado es una estructura neuronal que es parte de, o hace uso del sistema sensoriomotor de nuestro cerebro. De tal modo que, gran parte de la inferencia conceptual es una inferencia sensoriomotora.

## Conceptos y clases de conceptos
Lakoff y Johnson entienden que los conceptos humanos no son solo reflejos de una realidad externa, sino que se forman de manera crucial por los cuerpos y cerebros que se poseen, especialmente por el sistema sensoriomotor que lo conforma. Estos conceptos determinan cómo se razona acerca de las categorías para funcionar de forma realista en el mundo. Las categorías y las formas de razón deben "trabajar" muy bien juntos, pues, los conceptos deben caracterizar la estructura de las categorías lo suficientemente bien para que se pueda funcionar en el mundo. Existen tres tipos de conceptos:

### Conceptos de color
Lakoff y Johnson argumentan que los cuerpos y cerebros han evolucionado para crear el color Lakoff & Johnson (1999, p. 77). La experiencia del color es creada por una combinación de cuatro factores: las longitudes de onda de luz reflejada, las condiciones de iluminación, y dos aspectos de nuestro cuerpo: el primero alude a los tres tipos de conos de color en nuestras retinas, que absorben luz de corta, larga y media longitud de onda y el segundo, refiere al complejo de circuitos neuronales conectados a los conos. De esta manera, el color, no es solo la percepción de la longitud de onda o constancia del color, sino que también, depende de la capacidad del cerebro para compensar las variaciones en la fuente de luz.
La luz visible no es de color, sino una radiación electromagnética que vibra dentro de un determinado rango de frecuencias. No es el tipo de cosa que podría ser coloreada. Sin embargo, cuando esta radiación electromagnética incide en nuestras retinas se hace posible verla. Se observa un color en particular cuando las condiciones de iluminación de los alrededores y la radiación, en un cierto rango, incide en nuestra retina y cuando nuestros conos de color absorben la radiación, produciendo una señal eléctrica que es procesada apropiadamente por los circuitos neuronales de nuestro cerebro. De esa forma, la experiencia cualitativa producida en nosotros es lo que se denomina "color" Lakoff & Johnson (1999, p. 82).
Para los autores, el color no es una representación interna de la realidad externa de las propiedades de reflectancia de la superficie de un objeto. El concepto de color tiene una estructura interna o "centro de coordinación". Dicha estructura centro-periferia de las categorías, es el resultado de las curvas de la respuesta neural para el color en nuestros cerebros. La estructura interna de las categorías de color no está ubicada en las reflectancias de la superficie. Lo mismo es cierto de las relaciones entre colores, pues el color no es solo la representación interna de reflectancia externa, ni mucho menos una cosa o una sustancia que hay en el mundo.
De igual forma sostienen que los conceptos de color, sus estructuras internas y las relaciones entre ellos están indisolublemente ligados a la modalidad de la estructura mental que tienen los cuerpos. Es decir, los colores son consecuencia de cuatro factores que interactúan: las condiciones de iluminación, las longitudes de onda de la radiación electromagnética, los conos de color, y el procesamiento neural. Los conceptos de color son "interaccionales"; surgen de las interacciones de nuestros cuerpos, nuestros cerebros, las propiedades de reflexión de los objetos y la radiación electromagnética. Los colores no son objetivos como tampoco puramente subjetivos; no son ni un producto de nuestra imaginación ni creaciones espontáneas de nuestros cerebros Lakoff & Johnson (1999, p. 90). Para los autores, el color y los conceptos del color tienen sentido solo en un realismo incorporado, una forma de interaccionismo que no es ni puramente objetiva ni puramente subjetiva. La ciencia cognitiva y la neurociencia sugieren que el mundo tal como se conoce no contiene cualidades primarias en el sentido de Locke, porque las cualidades de las cosas que se pueden experimentar y comprender de ellos, dependen de manera crucial de la estructura neural, las interacciones corporales con ellos y nuestros propósitos e intereses. Así, Johnson y Lakoff señalan que para los seres humanos reales, el único realismo es un realismo incorporado.

### Conceptos de nivel básico
De acuerdo al modelo propuesto por Lakoff y Johnson, los seres humanos disponen de un conjunto de categorías básicas, adquiridas evolutivamente, las cuales “ajustan óptimamente nuestra experiencia corporeizada de las entidades y ciertas diferencias extremadamente importantes en el entorno natural”.
Según Mervis y Rosch, cuatro condiciones caracterizan este nivel básico:
- a) Es el nivel más alto en el cual una imagen mental puede representar a la categoría completa. Por ejemplo, se puede obtener una imagen mental de una silla. Usted puede obtener imágenes mentales de otra categorías en el nivel básico, tales como mesas y camas. Pero no se puede obtener una imagen mental de una pieza general de muebles de una cosa que no es una silla, una mesa o cama, sino algo más general.
- b) Es el nivel más alto en el cual se pueden percibir formas generales similares entre los miembros de una categoría. El nivel básico es el más alto nivel en el que las categorías miembros son reconocidas por la percepción gestáltica de la forma general.
- c) Es el nivel más alto en el cual una persona usa acciones motoras similares para interactuar con miembros de la categoría. Se tienen programas motores para interactuar con objetos en el nivel básico tales como sillas, mesas y camas, pero no se tienen programas motores para interactuar con piezas generalizadas de muebles.
- d) Es el nivel en el cual la mayor parte de nuestro conocimiento está organizado.

Filosóficamente, la importancia del nivel medio radica en los siguientes aspectos: a) La separación entre el nivel básico y los otros niveles responde a características corporeizadas. Por lo tanto, el realismo metafísico clásico no es correcto. b) El nivel básico de categorización muestra dónde el realismo ingenuo parece funcionar y dónde no: es el nivel en el cual nuestras categorías parecen ajustarse a categorías del mundo, debido a que es el nivel en el que interactuamos óptimamente con el mundo. c) Las propiedades del nivel básico explican un aspecto de la estabilidad del conocimiento científico. En general, todo instrumental científico, en cierto modo extiende nuestra capacidad para percibir, imaginar e intervenir en el nivel medio.

### Conceptos de relaciones espaciales
Lakoff y Johnson señalan en su obra que los conceptos de relaciones-espaciales están en el corazón de nuestro sistema conceptual. Caracterizan formas en el espacio y definen inferencias espaciales. Los conceptos de relaciones-espaciales no existen como entidades: no vemos la cercanía o la lejanía, vemos objetos donde sea que estén y nosotros atribuimos a ellos cercanía o lejanía respecto a un hito.
Según Lakoff y Johnson, “usamos los conceptos de relaciones-espaciales inconscientemente, y los imponemos vía nuestros sistemas perceptual y conceptual”. No vemos la cercanía y la lejanía como tal, sino con respecto a la posición de los objetos, les atribuimos a ellos una cercanía o lejanía de algún tipo. En correspondencia, acabamos "percibiendo" una entidad como en, sobre o frente a otra entidad a pesar de que dicha percepción depende de una enorme cantidad de actividad mental inconsciente y automática por nuestra parte de la cual no damos cuenta en la consciencia.
Las relaciones espaciales más elementales tienen una estructura interna, constituida por de imagen, un contorno y una estructura de tipo trajector-landmark. Peña sostiene que dos esquemas de imagen básicos pueden dar origen a muchos otros también descritos por Lakoff y Johnson: el Esquema de Contenedor y el Esquema Origen-Trayectoria-Destino. Otros esquemas que hacen uso de los conceptos de relaciones-espaciales incluyen proyecciones corporales tales como: adelante y atrás, y otros esquemas de imagen, tales como: parte-todo, centro-periferia, enlace, interacción, contacto y movimiento forzado: empujar, tirar, propulsar, etc.

### Esquema de contenedor
Un esquema contenedor tiene la siguiente estructura: un interior, un límite, y un exterior. El Esquema de Contenedor es una esquema de imagen que consiste en una estructura gestáltica, ya que cada una de sus partes se define por su relación con las demás. Su estructura es topológico en el sentido de que la frontera se puede hacer más grande, más pequeño, o distorsionada y seguir siendo el límite de un esquema contenedor.

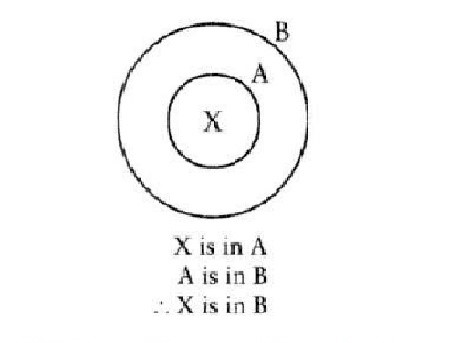
Figura 1. Esquema de contenedor.

El esquema contenedor, es un esquema conceptual que, si bien puede ser instanciado físicamente en un objeto concreto (como en la expresión “viajé en un avión”), es modalmente transversal, de modo que puede ser aplicado en cualquier campo sensorial o experiencial (como en la expresión “estoy en ascuas”). La preposición EN, por ejemplo, está construida sobre un Esquema de Contenedor, el cual posee su propia “lógica” espacial, como se muestra en la figura 1. Si X está en A y A está en B, por lo tanto, X está en B.

### Esquema origen-trayectoria-destino
El esquema de origen-camino-meta tiene los siguientes elementos: un trayector que se mueve, una ubicación de origen (o punto de partida), uno objetivo, es decir, un destino previsto por el trayector, un recorrido desde la fuente hasta la meta, una trayectoria real de movimiento, la posición del trayector en un momento dado, la dirección de la trayector en ese momento y finalmente, la ubicación final real de la trayector, que puede o no puede ser el destino previsto. Ver figura 2.

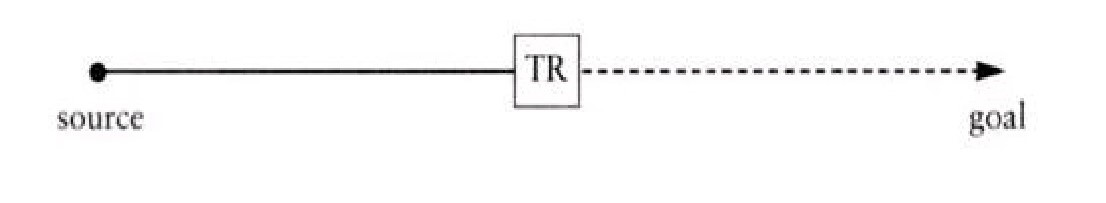
Figura 2. Esquema origen-trayectoria-destino.

Este esquema es topológico en el sentido de que un camino puede ser expandido, encogido o deformado y aún seguir siendo un camino. Las trayectorias son imaginativas en la medida en que no corresponden a entidades en el mundo. Ellas se conceptualizan como una línea o "rastro" dejado por un objeto mientras se mueve y se proyecta hacia delante en el dirección del movimiento que realiza.
Al igual que con el esquema contenedor, podemos formar relaciones espaciales de este esquema por la adición de perfiles y una relación con el punto de referencia del trajector. Así se puede decir que TR ha seguido una ruta hasta su posición actual y ha estado en todas las posiciones previas en esa ruta. Si TR viaja desde A hasta B y desde B hasta C, entonces TR ha viajado desde A hasta C. Un ejemplo de esta relación es el caso de las preposiciones desde (de) y hacia (a), que reflejan este esquema (“Vamos a partir desde cero”, “El amor por ella lo llevó a la locura”).

## Proyecciones corporales
Las proyecciones corporales son casos especialmente claros de la manera en que nuestros cuerpos dan forma a una estructura conceptual. Los sentidos más céntricos de estos términos tienen que ver con el cuerpo. Nuestros cuerpos definen un conjunto de orientaciones espaciales fundamentales que utilizamos no solo en la orientación de nosotros mismos, sino en la percepción de la relación de un objeto a otro. Para ello, considere ejemplos como el frente y la parte posterior de.
Tenemos frentes y espaldas inherentes, por ello, vemos desde el frente, normalmente lo que se mueven en la dirección a las caras frontales, e interactúa con los objetos y otras personas en nuestras frentes. Por otra parte, no percibimos directamente nuestras propias espaldas y por ello, no solemos interactuar con los objetos y las personas en nuestra espaldas.
Proyectamos frentes y espaldas en los objetos. De tal manera, lo que entendemos como el frente de un artefacto, como un televisor o un ordenador o una estufa, es el lado que normalmente interactúa con el uso de nuestro frentes. Los conceptos delante y atrás están basados en el cuerpo. Ellos solo tienen sentido para los seres con frentes y espaldas. Si todos los seres de este planeta fueran esferas fijas uniformes flotando en algún medio, percibirán por igual todas las direcciones y no tendrían conceptos acerca de una parte delantera o una trasera.

## El pensamiento metafórico
La metáfora impregna la vida cotidiana, no solamente el lenguaje, sino también el pensamiento y la acción. Las metáforas son fenómenos cognitivos, involucran nuestra concepción del mundo. Según Lakoff y Johnson, la metáfora permite imágenes mentales convencionales a partir de dos dominios específicos: el dominio meta, aquel dominio que queremos metaforizar y, el dominio fuente o la imagen de donde extrajimos la metáfora. Es decir, una conexión asimétrica entre los dominios sensoriomotores utilizados y los dominios de la experiencia subjetiva.
Las metáforas conceptuales son asignaciones a través de dominios conceptuales que estructuran nuestro razonamiento, nuestra experiencia y nuestro lenguaje cotidiano. La metáfora conceptual es omnipresente tanto en el pensamiento y el lenguaje. Podemos formar una imagen de algo que está en nosotros o por encima de nuestras cabezas (la experiencia sensoriomotora) cuando no somos capaces de entender (experiencia subjetiva). por ejemplo, un gesto trazando el camino de algo que va más allá de nosotros o sobre nuestras cabezas puede indicar claramente una falta de comprensión.

### La teoría general de la metáfora conceptual
Esta teoría tiene cuatro partes: la primera, responde a la teoría de Johnson de la fusión en el curso de aprendizaje; la segunda proviene de la teoría de la metáfora primaria de Grady; la tercera, se soporta en la teoría neuronal de la metáfora de Narayanan y la última, la teoría de la fusión conceptual de Fauconnier y Turner.
Con base en los postulados de Johnson, Lakoff y Johnson exponen la hipótesis de que la metáfora conceptual emerge en dos etapas: la etapa de fusión y la etapa de diferenciación. Durante la primera etapa se establece que las conexiones entre los dominios coactivos sensoriomotores no son experimentados como independientes. Durante la segunda etapa se diferencian los dominios que eran previamente coactivos en las fuentes y destinos metafóricos. En este proceso es indispensable la lexicalización en tanto proporciona la base para el aprendizaje de las metáforas conceptuales primarias.
Siguiendo el modelo de Narayanan, Lakoff y Johnson, señalan que las asociaciones que tienen lugar en el estado de combinación, propuesto por Johnson, se producen mediante conexiones neuronales permanentes entre las redes que definen los dominios conceptuales. De tal manera, las conexiones entre estas formarían la base de las activaciones fuente-meta que constituyen los vínculos metafóricos. Asimismo, con respecto a los aportes de Grady, Lakoff y Johnson demarcan que las metáforas primarias surgen en el momento de combinación entre la experiencia y el juicio subjetivo, por una parte, y la experiencia sensorial por otra.

#### La metáfora primaria
La metáfora primaria es una proyección desde un dominio fuente (dominio sensorimotor) a un dominio meta (dominio de experiencia subjetiva). En dicho proceso conceptual, la inferencia y a veces la representación léxica se preservan y la primera es la característica más relevante. Hay cientos de metáforas primarias. Ellas forman parte del inconsciente cognitivo. Así, cuando las experiencias corpóreas se convierten en universales, las metáforas primarias correspondientes son aprendidas.
En conjunto, estas metáforas proporcionan una experiencia subjetiva con una rica estructura inferencial cualitativa de imágenes y sensaciones que coactivan las redes de la experiencia subjetiva y las redes sensoriomotoras neurales conectados a ellas. Por ende, el sistema de metáforas primarias que poseemos se debe a que encarnamos los cuerpos y cerebros que tenemos y a que vivimos en el mundo en que vivimos, donde la intimidad tiende a correlacionarse significativamente con la cercanía, el afecto con el calor, y el logro de los propósitos con destinos de largo alcance. Cuando un científico cognitivo habla de una "metáfora conceptual" hace referencia a un mecanismo automático inconsciente por el uso de patrones y el lenguaje de inferencia a partir de un dominio de origen, para pensar y hablar de otro dominio, el dominio meta. También muestra que un modo de pensamiento metafórico no necesita estar limitado a un solo cultivo. Culturas en muchas partes del mundo conceptualizan la moralidad en términos de contabilidad .

### La construcción de las metáforas complejas
Las metáforas complejas son "moléculas", compuestas por piezas metafóricas "atómicas" llamadas metáforas primarias. Cada metáfora primaria tiene una estructura mínima y surge natural, automática e inconscientemente a través de la experiencia cotidiana por medio de la fusión, durante la cual se forman las asociaciones entre los dominios. Lakoff y Johnson sostienen que las "asociaciones" realizadas durante el período de fusión se realizan en activaciones neurales simultáneas y resultan de las conexiones neuronales permanentes que definen nuestros dominios conceptuales.
Las metáforas complejas también se construyen a partir de otras formas de conocimiento común, tales como: los modelos culturales, las teorías populares, o simplemente el conocimiento o creencias que son ampliamente aceptados en una cultura. Estas forman una parte muy importante de nuestro sistema conceptual y afectan la forma en que pensamos.
A la vez, los esquemas de imágenes son universales en cuanto conceptualizaciones y se encuentran lexicalizados en muchos idiomas y, más allá de eso, estructuran nuestros sueños y forman las bases de nuevas combinaciones metafóricas, tanto poéticas y ordinarias. Un ejemplo de esta interconexión entre metáforas primarias y metáforas complejas puede ser: el tiempo es un recurso -metáfora primaria- lo cual se traduce en «he perdido mucho tiempo» una metáfora compleja.

#### El tiempo como una metáfora conceptual compleja
Para Lakoff y Johnson, la experiencia temporal no es otra cosa que la constatación empírica de la interacción de eventos. “En el mundo, hay eventos repetitivos con respecto a los cuales otros eventos son comparados. Definimos el tiempo por metonimia: iteraciones sucesivas de un tipo de evento corresponden a intervalos de tiempo.”. El tiempo no se conceptualiza en sus propios términos, más bien es conceptualizado en parte significativa de forma metafórica y metonímica. Todos los entendimientos del tiempo son en relación con otros conceptos como el movimiento, el espacio y los acontecimientos. En ese sentido, Lakoff y Johnson sostienen que lo que se hace es comparar eventos de principio y a fin con los estados de algunos instrumentos construidos para "medir" el tiempo.
Las propiedades “literales” del concepto de tiempo derivan de las propiedades de eventos, así:
- a) El tiempo es direccional e irreversible, porque los eventos también lo son
- b) El tiempo es continuo, porque los seres humanos experimentamos los eventos como continuos
- c) El tiempo es segmentable, porque los eventos periódicos tienen un inicio y un final
- d) El tiempo puede ser medido, porque las interacciones de los eventos pueden ser contadas

Según Lakoff y Johnson, lo que se entiende por tiempo es una experiencia temporal que depende de la conceptualización encarnada del tiempo en términos de eventos. Esto significa que “la experiencia no siempre es previa a la conceptualización, porque la conceptualización es encarnada o corporeizada”. Además, “La mayor parte de la comprensión del tiempo es una versión metafórica con respecto a la comprensión del movimiento en el espacio”Lakoff & Johnson (1999, p. 180). Algunas metáforas conceptuales para el tiempo son: a) La metáfora orientacional: “Él tiene un gran futuro al frente”; b) La metáfora del tiempo-móvil: “Ha llegado el tiempo de partir”; c) La metáfora del observador-móvil: “Nos estamos acercando al final del semestre”; d) La metonimia evento-por-tiempo: “Putin se emocionó durante la conferencia de prensa”. Lakoff y Johnson señalan que la estructura metafórica del concepto de tiempo no se agota en el dominio del movimiento pues también puede ser conceptualizado como recurso cuando se enuncian frases similares a: “El usa su tiempo eficientemente”; o como dinero, cuando se denotan frases como la siguiente: “He gastado un montón de tiempo en ti”. De tal forma, Lakoff y Johnson argumentan que los seres humanos razonan acerca de los eventos y sus causas usando metáforas que emergen a diario de la experiencia corporizada. En ese sentido, los patrones de inferencias basadas en la experiencia corporal constituyen la fuente de patrones de inferencia más abstractos que caracterizan el modo de pensar acerca de los conceptos de estructura-de-evento Lakoff & Johnson (1999, p. 182).

### La metáfora en el sistema moral
Todos nuestros ideales morales, como la justicia, la equidad, la compasión, la virtud, la tolerancia, la libertad y los derechos, se derivan de la preocupación fundamental del ser humano por conocer qué es lo mejor para sí mismo y cómo debe vivir. Según Lakoff y Johnson, prácticamente todos nuestros conceptos morales abstractos se estructuran metafóricamente. Todos los conceptos morales parecen basarse en las diversas experiencias de bienestar, especialmente el físico.
Los dominios del origen sobre las metáforas de la moralidad se basan normalmente en lo que las personas mayores de la historia y en todas las culturas han visto como una contribución a su bienestar. Por ejemplo, es mejor estar sano, en lugar de enfermos. Es mejor si los alimentos que se consumen, el agua que se bebe y el aire que se respira es puro, en lugar de contaminado.
La moral es vista fundamentalmente como la potenciadora del bienestar, sobre todo de los demás. Son estas teorías populares básicas acerca del bienestar las que forman la conexión a tierra en los sistemas de metáforas morales de todo el mundo. Por ejemplo, ya que la mayoría de personas ha encontrado mejor tener suficiente riqueza para vivir cómodamente que empobrecerse, no es sorprendente encontrar que el bienestar se conceptualiza como una riqueza. Así, un aumento en el bienestar es una ganancia; una disminución, una pérdida. Ya que es mejor estar sano que estar enfermo, no es sorprendente encontrar la inmoralidad conceptualizada como una enfermedad y el comportamiento inmoral concebido como un contagio que se puede propagar fuera de control.

#### El sistema metafórico de la moral contable
Según Lakoff y Johnson, se suele conceptualizar el bienestar como una riqueza. Así, se entiende el aumento del bienestar como una ganancia y su disminución como una pérdida o un costo. Esto es evidente cuando se habla de beneficiarse de una experiencia, de tener una vida rica, de invertir en la felicidad y de desperdiciar la vida. La felicidad, en ese sentido, se concibe como un bien valioso o una sustancia que se puede tener, ganar, merecer o perder.
La metáfora moral de contabilidad asocia el bienestar como riqueza a otras metáforas y a varios esquemas contables, de la siguiente manera:la idea básica de la contabilidad moral es simple "al aumentar el bienestar de los demás, se está aumentando metafóricamente la propia riqueza" Lakoff & Johnson (1999, p. 345). En otras palabras, hacer algo bueno para alguien está metafóricamente dando a esa persona algo de valor.
Lakoff y Johnson sostienen que aumentar el bienestar de los demás otorga un crédito moral, mientras que, hacerles daño crea una deuda moral con ellos; es decir, que se les debe un aumento en su bienestar. A la vez, la justicia es entendida como un sinónimo de que los libros morales están equilibrados. Johnson y Lakoff señalan que solo la contabilidad como literal es vital para el funcionamiento económico, por lo que la contabilidad moral es vital para el funcionamiento social. En esa medida, los autores indican que es importante tener en cuenta que el dominio de origen de la metáfora, o sea, el dominio de las transacciones financieras, tiene una moral que dice: Es moral pagar sus deudas e inmoral no hacerlo. Cuando la acción moral se entiende metafóricamente en términos de las transacciones financieras, la moralidad financiera se traslada a la moral en general y surge un imperativo moral de pagar no solo las deudas financieras, sino también las propias deudas morales.
La moralidad no metafórica alude a la experiencia del bienestar como riqueza. De tal forma, en la medida en que se basa en el conocimiento de que es mejor ser ricos que ser pobres; ser fuertes, que ser débiles; estar sanos que enfermos, se espera que la moralidad sea conceptualizada en términos de salud y conceptos concomitantes como la limpieza y la pureza. La moralidad metafórica se basa en la moralidad no metafórica, es decir, en las formas de bienestar. El sistema de metáforas de la moralidad en su conjunto no es arbitrario. Por ende, se encuentran rituales de purificación con una manifestación de la moralidad como pureza; a la vez, debido al temor compartido a la oscuridad, se observa una concepción generalizada del mal como lo oscuro y lo bueno como la luz; igualmente, porque se piensa que es mejor caminar en posición vertical que caer hacia abajo, se identifica la metáfora extendida de que la moral es rectitud. Lakoff y Johnson señalan que "debido a que nuestra noción de lo que constituye el bienestar es compartido ampliamente, nuestra grueso de metáforas para la moralidad es también ampliamente compartida" Lakoff & Johnson (1999, p. 206-208).

### Los esquemas de la moral
La metáfora general de la moral contable se realiza en un pequeño número de esquemas básicos morales: la reciprocidad, la retribución, la venganza, la restitución, el altruismo, etc. Cada uno de estos esquemas morales se define usando la metáfora de la moral contable, pero los esquemas difieren en cuanto a la forma en cómo se utiliza; es decir, que difieren en cuanto a su lógica inherente. A continuación los autores describen los esquemas básicos:

#### Reciprocidad
Esto quiere decir que si se hace algo bueno por alguien, entonces, esa persona debe algo y queda en deuda con quien le haya servido. De igual forma, si se hace algo igual de bueno por esa persona, se salda la deuda y los libros quedan equilibrados.
Hay dos principios de la acción moral:
- El primer principio: la acción moral es dar algo de valor positivo; acción inmoral está dando algo de valor negativo.
- El segundo principio: hay un imperativo moral para pagar sus deudas, por lo tanto, la falta de pago de estas sería inmoral.

#### Retribución y venganza
La contabilidad moral se rige por una versión moral de la aritmética de las cuentas de mantenimiento, en el que, la obtención de un crédito equivale a la pérdida de un débito. La retribución pone al sujeto en un dilema moral pues está sujeta al principio de reciprocidad. Es decir que se espera que este tome una decisión mediante la cual dé prioridad a uno de los principios. Tal elección produce dos versiones diferentes de la contabilidad moral: la primera, la moral de la bondad absoluta hace énfasis en el primer principio; la segunda, la moralidad de retribución pone el acento en el segundo principio.
La diferencia entre la retribución y la venganza radica en la autoridad. Cuando el equilibrio de los libros morales se lleva a cabo por una autoridad legítima, ésta es concebida como una retribución. Sin embargo, cuando se lleva a cabo sin una autoridad legítima, esta es asimilada como una venganza. La venganza es el equivalente moral de la retribución, pues es otra manera de equilibrar los libros morales. El sistema retributivo es también la base de una "moral de honor." Las sociedades que ponen un gran énfasis en el honor desarrollan un código según el cual una persona cuyo honor se impugna tiene el deber de defenderla.

#### Restitución
Consiste en compensar el daño o pago negativo realizado mediante un pago de vuelta con igual valor positivo. Por supuesto, en muchos casos, la plena restitución es imposible, pero la restitución parcial puede ser posible. Una ventaja interesante de la restitución es que no pone al sujeto en un dilema moral con respecto al primer y segundo principio, pues no tiene que hacer ningún daño ya que tampoco existe una deuda moral para que pague. Por otra parte, la plena restitución, siempre que sea posible, cancela todas las deudas.

#### Altruismo
El altruismo cancela la deuda que se adquiere al recibirse un valor positivo de parte de otro. Debido a que ese otro no quiere nada a cambio, se construye un "crédito" moral sin deuda.

#### Poner la otra mejilla
En el plano de la contabilidad moral, poner la otra mejilla implica hacer moralmente, más deudor, a quien es el culpable y causante del pago negativo.

### La metáfora de la fuerza moral
La fuerza moral contempla la moral como una fuerza interna y externa. Esta es una metáfora compleja con un número de partes, tales como: ser bueno es estar arriba, ser malo es estar abajo. Algunos ejemplos incluyen frases como: él es un ciudadano honrado, él es solapado, él es una serpiente en la hierba. En esa medida, hacer el mal implica moverse desde una posición de rectitud moral a una posición de inmoralidad. Por lo tanto, al hacer el mal se está cayendo.
Una parte importante de la metáfora de la fuerza moral tiene que ver con la concepción de la inmoralidad, o el mal. En ella, el mal es cosificado como una fuerza, ya sea interna o externa, que puede hacer que se caiga cometiendo actos inmorales. Para evitar las caídas, se debe ser lo suficientemente fuerte como para "ponerse de pie al mal". La gente no nació fuerte moralmente, por ello, la fuerza moral debe ser construida con autodisciplina y abnegación pues "sin dolor no hay ganancia". Una consecuencia de esta metáfora es que el castigo puede ser considerado bueno ya que al pasar por penurias se aumenta la fuerza moral.
Hay dos formas de fuerza moral, dependiendo de si el mal a afrontar es externo o interno. Gran parte de la metáfora de la fuerza moral se ocupa de los males internos, aquellos casos en el que el tema de autocontrol surge. Ante esta perspectiva, lo que hay que reforzar es la propia voluntad. Se debe desarrollar la fuerza de voluntad con el fin de ejercer el control sobre el cuerpo, que se ve como la sede de la pasión y el deseo. Los deseos como el dinero, el sexo, la comida, la comodidad, la gloria, etc., se ve en esta metáfora como "tentaciones"o males que amenazan con superar el autocontrol. Lo opuesto al autocontrol es la autocomplacencia un concepto que solo tiene sentido si se acepta la metáfora de la fuerza moral. La autoindulgencia se ve en esta metáfora como un vicio, mientras que la frugalidad y abnegación son virtudes. Los siete pecados capitales es un catálogo de los males internos para ser superados: la avaricia, la lujuria, la gula, la pereza, el orgullo, la envidia y la ira (Ver tabla: mapeo metáfora de la fuerza moral) .
| Tabla mapeo metáfora de la fuerza moral | Tabla mapeo metáfora de la fuerza moral | Tabla mapeo metáfora de la fuerza moral |
| --------------------------------------- | --------------------------------------- | --------------------------------------- |
| Ser vertical                            | →                                       | Siendo Bueno                            |
| Ser bajo                                | →                                       | Siendo malo                             |
| Descender                               | →                                       | Hacer el mal                            |
| Una fuerza desestabilizadora            | →                                       | Mal interno o externo                   |
| Fuerza para resistir                    | →                                       | Fuerza moral                            |

La metáfora de la fuerza moral ve el mundo en términos de una guerra del bien contra las fuerzas del mal, que debe ser combatido sin piedad. Así, el comportamiento despiadado en nombre de la batalla por el bien se ve justificado. Por otra parte, la metáfora implica que no se puede respetar las opiniones del adversario, pues, el mal no merece respeto; merece ser atacado. Una consecuencia importante de dar una mayor prioridad a la metáfora de la fuerza moral es que descarta cualquier explicación en términos de fuerzas sociales o clase social.

### Otras metáforas morales
La metáfora de la fuerza moral no se produce de forma aislada. Existe un conjunto de otras metáforas comunes para la moralidad que constituyen orientaciones morales conservadoras y liberales. Aquí está una lista de los otras metáforas morales:
- Los límites morales: la acción se ve como el movimiento y la acción moral es vista como movimiento dentro de los límites prescritos o en un camino prescrito. Las personas inmorales son los que transgreden los límites o se desvían del camino. La lógica de esta metáfora es que los transgresores y los desviados son peligrosos para la sociedad, no solo porque pueden conducir a otros por mal camino, sino porque crean nuevos caminos que atraviesan, borrando así los límites claramente prescritos y socialmente aceptados.
- La autoridad moral: la autoridad moral se modela metafóricamente en la autoridad de los padres, pues ellos tienen mejores intereses que un niño joven y saben lo que es mejor para este. Existen dos versiones de esta metáfora. La autoridad legítima y la autoridad absoluta. En la primera, es la responsabilidad, la sabiduría y la acción moral de los padres la que justifica la patria potestad y crea el imperativo moral para que los niños obedezcan a sus padres; por otra parte, en la segunda versión, la patria potestad es absoluta. Los niños tienen la obligación moral de obedecer a sus padres y los respetan simplemente porque son sus padres, no importa cómo son o lo que hacen.
- La obediencia moral: así como el niño bueno obedece a sus padres, una persona moral obedece a una autoridad moral, que puede ser un texto (como la Biblia o el Corán), una institución o un líder moral.
- La esencia moral: del mismo modo que los objetos físicos están hechos de sustancias que determinan cómo se comportan; asimismo, la gente es vista como poseedora de una esencia o un "carácter" que determina la manera en cómo se comporta moralmente. La propiedades esencialmente buenas se denominan virtudes y las malas vicios. Cuando hablamos de alguien que "tiene un corazón de oro" o que "está podrido hasta la médula", se está usando la metáfora de la esencia moral. La palabra "carácter" a menudo se refiere a la fuerza moral vista como una propiedad moral esencial. Así, ver "de lo que alguien está hecho" es poner a prueba su carácter y determinar su esencia moral. La lógica de la esencia moral es esta: su comportamiento revela su esencia, que a su vez predice el comportamiento moral futuro.
- La salud moral: la inmoralidad es vista como una enfermedad que se puede propagar, por ende es necesario, y un deber, protegerse y proteger a los demás del contagio de la inmoralidad manteniéndolos alejados de las personas inmorales. Esto es parte de la lógica detrás del vuelo urbano, los barrios segregados y las pautas de sentencia fuertes para los infractores no violentos. Desde la pureza y la limpieza se promueve la salud y la moral es vista como pura y limpia.
- La totalidad moral: la totalidad implica una unidad global que contribuye a la fuerza. La integridad moral es asistente de la fuerza moral. Así, se hace posible hablar de una persona "degenerada", la "erosión" de las normas morales, el "desmoronamiento" de los valores morales, la "ruptura" o el " desgarro "del tejido moral.
- La empatía moral: es la capacidad de tomar la perspectiva de otra persona, para ver las cosas como esa persona las ve y las siente. Se conceptualiza metafóricamente como la capacidad de proyectar la propia conciencia en otras personas de modo que pueda experimentar lo que estas personas experimentan y la forma en que lo experimentan. Es metafórico, porque no es posible habitar, literalmente, la conciencia de otra persona. La lógica de la empatía moral es: si usted siente lo que siente otra persona, y si quiere sentir una sensación de bienestar, entonces usted tendrá que hacer que esa persona experimente una sensación de bienestar. Hay dos concepciones básicas de la empatía moral: la empatía absoluta que alude a aquel que simplemente se siente como alguien más y sin ningún compromiso. Por otra parte, la empatía egocéntrica mediante la cual proyectamos en los demás no solo nuestra capacidad de sentir, sino también nuestro propio sistema de valores. Es decir, es una manera de tratar de llegar a otras personas, mientras se preservan los propios valores.
- La crianza moral: el núcleo de la crianza es la empatía y la compasión por el otro. No se centra en los propios derechos, sino en la responsabilidad fundamental para el cuidado de otras personas. Aprender a cuidar a los demás requiere empatía, preocupación por el otro, la responsabilidad, el cuidado de uno mismo, etc. Es la obligación moral de cuidar a los otros. En la concepción de la crianza moral, la noción de la moralidad está basada en la familia y se proyecta sobre la sociedad en general a través de la siguiente asignación:

| Tabla de mapeo metáfora de la crianza moral | Tabla de mapeo metáfora de la crianza moral | Tabla de mapeo metáfora de la crianza moral |
| ------------------------------------------- | ------------------------------------------- | ------------------------------------------- |
| Crianza familiar                            | →                                           | Crianza moral                               |
| Familia                                     | →                                           | Comunidad                                   |
| Padres                                      | →                                           | Agentes morales                             |
| Nutrición de los niños                      | →                                           | Necesitan ayuda                             |
| Hechos                                      | →                                           | Acciones morales                            |

- La felicidad moral: se basa en la suposición de que las personas infelices son menos propensas a ser empáticas y nutrientes, ya que no quieren que los demás sean más felices de lo que ellas mismas lo son. Por lo tanto, para promover su propia capacidad, la empatía y la crianza, deben hacerse lo más feliz posible, siempre y cuando no hieran a los demás en el proceso.
- La equidad moral: se entiende metafóricamente en términos de la distribución de los objetos materiales. Hay tres modelos liberales básicos de la justa distribución: la distribución equitativa, basada en reglas imparciales y basada en los derechos. La equidad metafórica se refiere a las acciones concebidas como objetos dados a los individuos. Se puede actuar para el beneficio de los demás por igual e imparcialmente; por regla general o de acuerdo con alguna noción de derechos. Según esta metáfora, la acción moral es la acción justa en una de estas formas.
- El crecimiento moral: teniendo en cuenta que la moralidad se conceptualiza como rectitud, se suele conceptualizar el grado de moralidad como similar a la altura física. Así, cuando el crecimiento moral difiere del crecimiento físico, se entiende que el crecimiento moral es posible durante toda la vida de un ser humano.

### El papel de la familia en la moralidad compartida
Lakoff Y Johnson plantean que la moralidad también está basada en los modelos de la familia. Esta tesis sostiene: en primer lugar, que la sensibilidad y la comprensión moral de un niño se forman primero, dentro de la familia. Para el lactante y el niño pequeño, la moral solo es la moral de la familia. En segundo lugar, la mayoría de la educación moral de los niños se debe a la situación familiar.A pesar de que existan influencias sociales masivas sobre el desarrollo y los valores del niño, todas ellas se filtran a través de la moralidad de su propia familia. Por ejemplo, si el niño no experimenta el respeto por otras personas, así como, el respeto a sí mismo dentro de la familia, es muy difícil incorporar estos valores de la sociedad en general.
La hipótesis acerca de la comprensión moral, sostiene que son los modelos de la familia los que ordenan las metáforas de la moralidad de acuerdo a perspectivas éticas relativamente coherentes. Para ver cómo funciona esto, los autores investigan los dos modelos fundamentales de la familia con el fin de identificar cómo cada uno de estos sistemas familiares asigna diferentes prioridades a ciertas metáforas y llegan a crear diferentes orientaciones morales entre ellos, el sistema moral conservador y el sistema moral liberal.

#### Los modelos familiares
- Modelo familiar del padre estricto: es una familia nuclear tradicional en la cual el padre tiene la responsabilidad principal de establecer la política general de la familia mientras el trabajo de la madre es servir de apoyo a las opiniones de lo que el padre considera que debe hacerse. Lo ideal sería que ella respetara sus puntos de vista y los apoyara. El padre encarna los valores necesarios para abrirse camino en el mundo y para mantener una familia: es moralmente fuerte, disciplinado, frugal, templado, y contenido. Él es un ejemplo mediante la celebración de sí mismo a un alto nivel. El padre estricto ofrece crianza y expresa su devoción a su familia a través del apoyo y la protección de ellos. Además, establece y hace cumplir los estrictos límites morales e inculca la auto-disciplina y la autosuficiencia a través del trabajo duro y la abnegación que construyen el carácter. Para el padre estricto, el rigor es una forma de cuidado y el amor es amor duro. Este modelo de la familia (a menudo referido como "paternalista") agrupa las metáforas conservadoras para la moral. Las prioridades metafóricas definen una moral basada en la familia y consolidan lo que los autores llaman, la "moral del padre estricto".[11]
- El modelo familiar protector: la experiencia primordial detrás de este modelo es el cuidado mediante las interacciones amorosas. Se entiende que se debe vivir feliz como sea posible, derivando su significado de la propia comunidad y del cuidado de, y por los demás. Las personas se realizan en, y a través, de sus "apegos seguros" mediante: las relaciones positivas con los demás, la contribución a su comunidad, de las formas en que desarrolla sus potencialidades y cómo encuentra la alegría en la vida. El trabajo es un medio para estos fines, y es a través de este que se realizan las formas de significado. Todo esto requiere fuerza y auto-disciplina fomentada por el apoyo constante de aquellos que le aman y se preocupan. La protección es una forma de cuidar, y la protección contra los peligros externos ocupa una parte significativa de la atención del modelo familiar protector. El mundo está lleno de males que pueden dañar a un niño, y es deber de los padres nutrientes ayudarlo a retirarse. A través de la empatía y la interacción positiva con los hijos, los padres desarrollan vínculos estrechos mediante los cuales les enseñan la empatía y la responsabilidad hacia los demás y hacia la sociedad. Los padres protectores ven a la familia como una comunidad en la que los niños tienen compromisos y responsabilidades que surgen de la empatía con los demás. Así, la obediencia de los niños surge del amor y respeto a los padres y no del miedo al castigo.

### La Nación como una metáfora familiar
Lo que enlaza la moralidad del padre estricto con la política es una metáfora común compartida por los conservadores y liberales: la Nación es una metáfora de la familia. De tal manera, si la nación es entendida como una familia, el gobierno sería uno de los padres y los ciudadanos los niños. Esta metáfora convierte la moralidad basada en la familia en la moral política. El modelo del padre estricto, que reúne a las metáforas conservadores de la moral, es lo que une a las diversas posiciones políticas conservadoras en un todo coherente cuando se impone en la vida política de la nación como una metáfora familiar .
Por otra parte, la aplicación de la metáfora de la Nación como una metáfora familiar, en donde el gobierno es un padre protector, promueve una perspectiva en la cual el gobierno es responsable de proveer las necesidades básicas de sus ciudadanos: alimentación, vivienda, educación y atención de la salud. Además, dicho padre nutriente debe proteger a sus hijos, es decir, sus ciudadanos, no solo de las amenazas externas, sino también de la contaminación, las enfermedades, los productos peligrosos, riesgos laborales, los residuos nucleares, y los hombres de negocios sin escrúpulos. Los padres nutrientes deben celebrar las diferencias entre sus hijos, por lo que los gobiernos, en igual medida, deben celebrar las diferencias entre sus ciudadanos. Finalmente, se encuentra una interconexión entre el modelo familiar, el sistema moral que va con ese modelo y la nación entendida como una metáfora familiar.